# Vasili Sjandybin

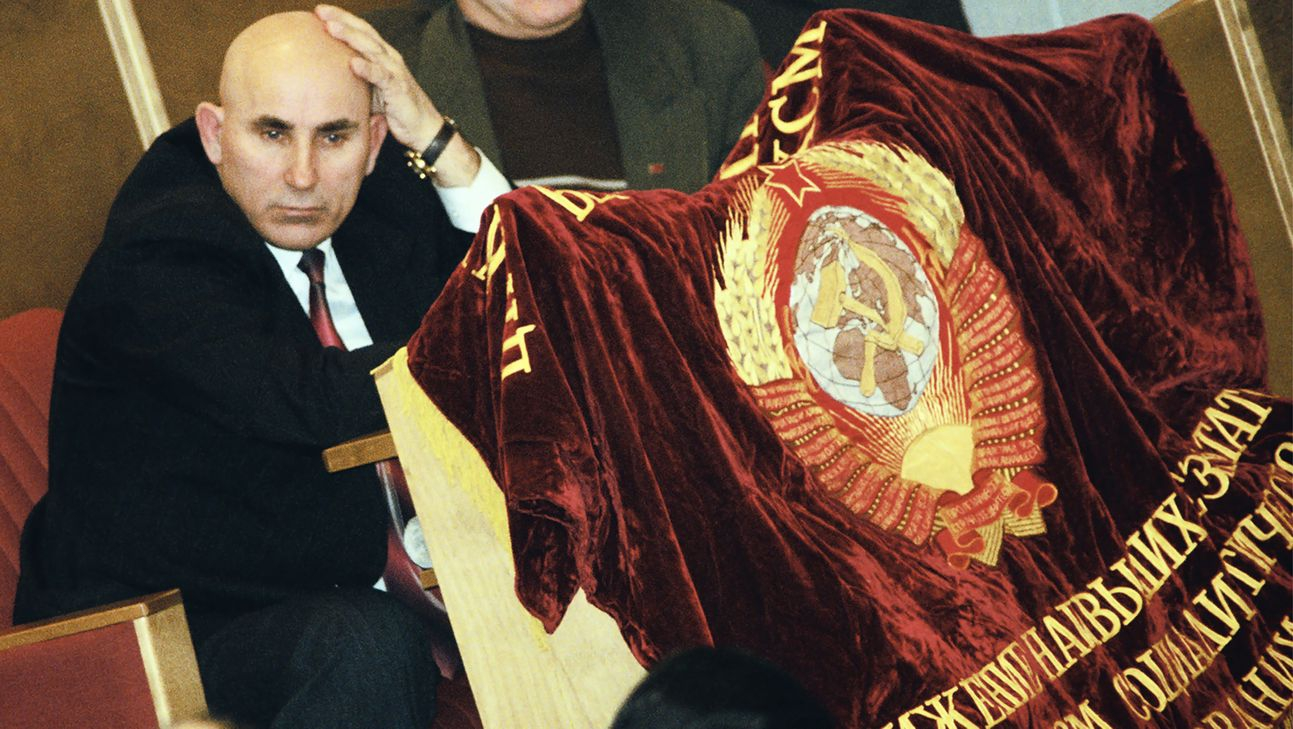
Vasili Sjandybin (1998)

Vasili Ivanovitsj Sjandybin (Russisch: Василий Иванович Шандыбин) (Krasnoje, 25 juli 1941 – Moskou, 30 december 2009) was een voormalige Russische metaalbewerker, die nadien politicus werd. Hij was afgevaardigde in de Staatsdoema voor de Communistische Partij van de Russische Federatie (CPRF). Hij stond bekend om zijn kale hoofd en vaak erg nationalistische uitspraken.
Sjandybin werd geboren in het dorp Krasnoje in het district Troebtsjevski van de Russische oblast Brjansk, waar hij de basisschool en technisch onderwijs volgde. Hij werkte de daaropvolgende 34 jaar tot 1995 bij Dormasj, de wegenbouwfabriek van Brjansk (later respectievelijk hernoemd tot Brjanski zavod dorozjnych masjin en Brjanski Arsenal) als bankwerker-montage, metaalwerker en specialistisch bankwerker.
In 1994 werd hij verkozen tot afgevaardigde in de oblastdoema en in 1995 in de staatsdoema. Hij zat in de jaren daarop voor de CPRF in de Doemaraad voor arbeid en sociaal beleid. In 1999 werd hij herverkozen en was sindsdien voor de CPRF lid van de Doemaraad voor energievoorziening, transport en communicatie.
Sjandybin was getrouwd en had een zoon en een dochter. Hij was betrokken bij veel liefdadige activiteiten voor weeshuizen, armen, scholen en gepensioneerden.

## Trivia
- Tijdens een doemazitting in de winter waarbij veel afgevaardigden van rechtse partijen de zitting boycotten (maar zich wel in het doemagebouw bevonden) stelde hij voor om hen verplicht te laten sneeuwruimen.
- Op 7 februari 2003 ging hij op de vuist met de extreemrechtse onafhankelijke politicus Aleksandr Fedoelov tijdens een zitting in de Staatsdoema, nadat Fedoelov CPRF-leider Gennadi Zjoeganov een "politieke prostituant" had genoemd.